# Estêvão Soares

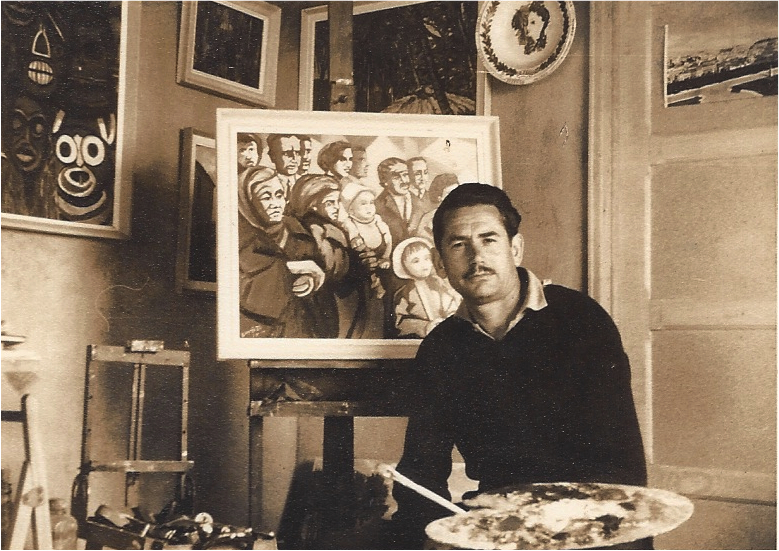

Estêvão Soares (Marteleira, 1914 – Lisboa, 1992) foi um pintor português. A sua obra, tanto a óleo quanto a aguarela, constrói-se sobre alicerces figurativos e tem sido diversas vezes enquadrada na corrente naturalista. A extensa produção do artista ao longo de cinco décadas, principalmente em Portugal e nas ex-colónias de África, espelha as transformações por que passou o território continental e ultramarino durante a segunda metade do século XX.
Juntamente com outros pintores e escultores, incluindo António Carmo, Cipriano Dourado, Guilherme Casquilho e Hilário Teixeira Lopes, fundou em 1974 o Grupo Paralelo, cuja atividade se prolonga até aos dias de hoje. Está representado em inúmeras coleções particulares e diversos museus nacionais em Portugal e no estrangeiro, nomeadamente em Angola, Moçambique, África do Sul, Reino Unido e França.

## Biografia

### Afirmação como pintor, Lisboa (1914-1954)

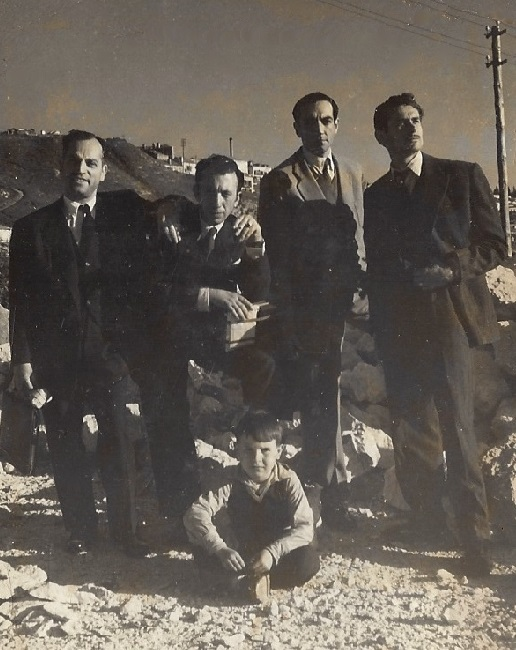
Com os pintores Eduardo Plácido, José Ribeiro e Belas Tavares (Arredores de Lisboa, 1952)

Estêvão Soares nasceu em 1914 na Marteleira, a 3 quilómetros da Lourinhã. Vai para Lisboa ainda durante a infância, onde passa a residir, e começa desde logo a evidenciar a sua vocação para o desenho e para a pintura. Durante as primeiras décadas de vida na capital, desenvolve as suas aptidões artísticas de forma autodidata, em contacto próximo com outros pintores da sua geração. Em termos profissionais, tal como acontecia com outros artistas plásticos da época, começa por se afirmar sobretudo nas áreas da publicidade e da decoração.
A partir dos 30 anos de idade a sua carreira como pintor desenvolve-se já de forma autónoma, principalmente desde a sua participação no “Salão dos Excluídos", que co-organiza em 1944. Esta mostra de artes plásticas provocou surpresa e alguma celeuma nos meios artísticos, culturais e oficiais, uma vez que agrupava os artistas que haviam sido excluídos da pré-selecção para o “1° Salão de Arte Moderna" do Secretariado da Propaganda Nacional. No ano seguinte realiza a primeira exposição individual de pintura, no átrio do Diário de Notícias, tornando-se a partir de então presença regular nos “Salões de Inverno” da Sociedade Nacional de Belas-Artes – da qual passa a ser sócio – e nos próprios “Salões de Arte Moderna” do Secretariado Nacional de Informação (o anterior Secretariado da Propaganda Nacional), onde em 1944 não fora admitido.
Nos dez anos seguintes sucedem-se as exposições individuais e colectivas, pondo em evidência uma obra de cariz essencialmente naturalista que retrata, com preciosos elementos de valor etnográfico, aspectos de um país onde a ruralidade era a norma e o próprio meio urbano resistia ao progresso e à industrialização. Desse período, várias regiões do país se encontram bem representadas, embora Lisboa, onde o artista residia, tenha natural predominância. É disso exemplo a exposição “Lisboa do Meu Álbum”, realizada em 1951 na SNBA. Em 1952, o Diário Popular atribui-lhe o Prémio de Turismo Português e em 1955 é a própria Sociedade Nacional de Belas Artes que lhe concede o prémio Roque Gameiro. No mesmo ano, é citado na “Grande Enciclopédia Portuguesa e Brasileira” e na “Dicionário de Pintores e Escultores Portugueses ou que Trabalharam em Portugal” de Fernando Pamplona.

### Viagens em África e regresso à Metrópole (1955-1973)

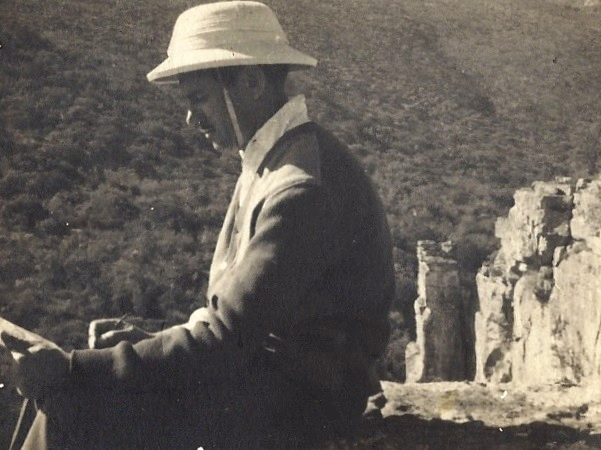
Pintando na Serra da Leba, Angola (1957)

Em 1955 é desafiado para expor no Palácio do Comércio de Luanda, convite que aceita de imediato propondo uma grande exposição antológica intitulada "101 Óleos e Aguarelas". O sucesso do evento em Angola faz o artista adiar o regresso a Lisboa e prolongar a sua viagem em África por mais seis anos. Face à sucessão de convites, viaja, pinta e expõe em diversos territórios ultramarinos, tanto portugueses (Angola, Moçambique) quanto de outras potências coloniais europeias (Congo Belga, África Equatorial Francesa, Rodésia do Sul e Niassalândia), passando ainda pela República da África do Sul. Retrata as cidades e as grandes obras públicas surgidas na última década, mas sobretudo as paisagens naturais e os povos que encontrava nas suas viagens fora dos centros urbanos, muitas vezes a regiões pouco frequentadas pelos colonos. Durante esses anos, reúne um grande acervo de trabalhos que dão um valioso retrato das colónias portuguesas nos anos que precederam o eclodir das guerras de libertação.
Regressado a Lisboa em 1961, retoma as exposições em Portugal continental, algumas delas retrospetivas de trabalhos executados aquando da sua viagem por África. É o caso, por exemplo, das duas exposições individuais que realiza no Palácio Foz, em 1967 e 1968. Ao longo dos anos '60, e durante as décadas seguintes, é assíduo nas tertúlias do café A Brasileira, no Chiado, que reúnem várias figuras do mundo artístico e intelectual da época, entre eles o pintor Abel Manta, o polifacetado Almada Negreiros ou o realizador Arthur Duarte, com quem estabeleceria uma duradoura amizade. Durante este período, a sua obra torna-se mais permeável a outras correntes estéticas, revelando ocasionalmente influências do expressionismo e do abstracionismo, linguagens a que recorre para traduzir a progressiva modernização dos espaços urbanos que pinta, e que se acentuará nos anos '70 e '80.

### Pós-25 de Abril e Grupo Paralelo (1974-1991)

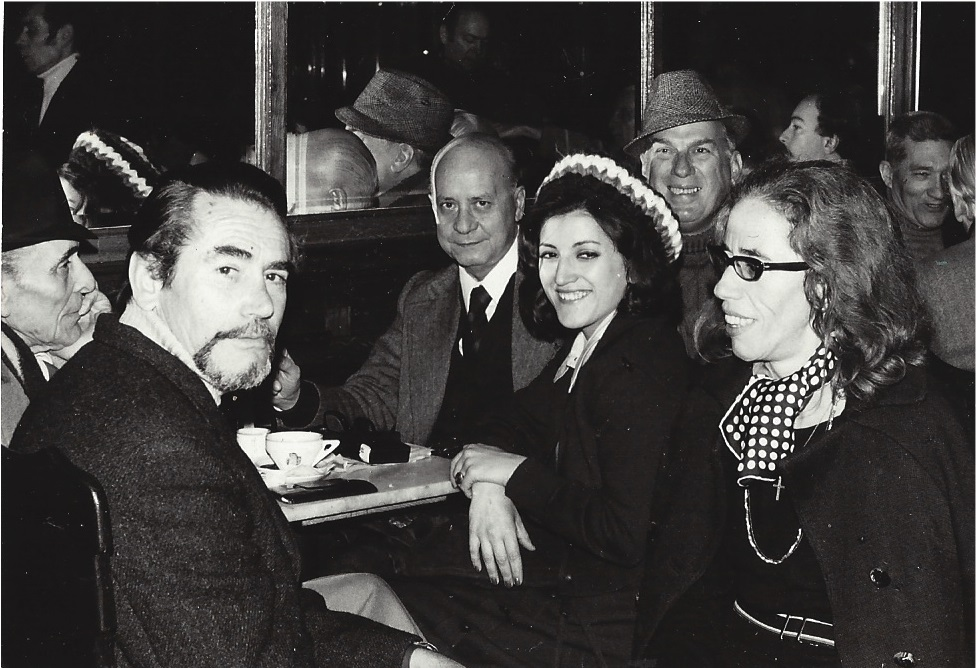
Na Brasileira do Chiado, com Arthur Duarte, Maria Pinto, Suzete Diniz e Guilherme Kjolner

Após uma curta viagem a Londres, regressa a Lisboa nas vésperas do 25 de Abril de 1974. Com o fim da ditadura e fervor revolucionários dos anos do PREC, empenha-se em causas políticas e sociais que dão um cunho mais interventivo à sua obra. Deste período datam numerosos trabalhos que testemunham as manifestações, comícios e intervenções políticas que marcam então o quotidiano da capital. Na Primavera de 1974 funda o grupo Paralelo 12 em conjunto com 11 outros artistas plásticos: Adão Rodrigues, Alberto Gordillo, Álvaro Perdigão, António Carmo, António Trindade, Cipriano Dourado, Guilherme Casquilho, Teixeira Lopes, Ribeiro Farinha, Rogério Amaral e Virgílio Domingues. No espírito da época, este conjunto de pintores e escultores esteticamente heterogéneo propunha-se divulgar as artes plásticas pelo país, elegendo como prioridade o território virgem que a província então representava e apontando, a mais longo prazo, à internacionalização. Posteriormente, o grupo acolheria outros artistas plásticos como Boavida Amaro, João Duarte, João Hogan, Jorge Vieira, José António Flores, Lurdes Freitas, Maurício Penha, Noémia Cruz e Querubim Lapa, encurtando a sua designação para Paralelo.
Neste período começa também a colaborar na Festa do Avante, participando na elaboração de murais e cedendo obras para exposição. A sua filiação no Partido Comunista Português faz com que, a partir do 25 de Novembro de 1975, o circuito de exposições se torne ideologicamente seletivo ao acolhimento das suas obras e das de outros artistas conotados com o PCP, que vêem agora dificultada a divulgação do seu trabalho em muitos municípios do Norte do país. Ainda assim, as exposições individuais e coletivas - principalmente com o grupo Paralelo - sucedem-se ao longo dos anos 70 e 80. A nível individual, destacam-se as que realizou em 1978 na Galeria 21 de Faro, em 1979 na Biblioteca Nacional e na Casa do Alentejo, em 1980 no Palácio Foz, em 1982 na Câmara Municipal da Amadora e em 1987 na Casa da Imprensa. A sua última exposição foi na Galeria Municipal de Portalegre, em 1990. Faleceu em Lisboa em 1992, aos 77 anos de idade.

## Exposições

### Anos 40
1944  
- “Salão dos Excluídos”, Lisboa (colectiva)

1945  
- Diário de Notícias, Lisboa

1949  
- “Ronda dos Bairros”, Círculo Artístico e Cultural Mário Augusto, Lisboa (colectiva)
- Sociedade Nacional de Belas Artes, Lisboa

### Anos 50
1950  
- “Sete Aguarelistas”, Palácio Foz, Lisboa (colectiva)

1951  
- “Lisboa do Meu Álbum”, Sociedade Nacional de Belas Artes, Lisboa

1955  
- “Exposição Iconográfica das Pescas”, Instituto Superior Técnico, Lisboa (colectiva)
- “101 Óleos e Aguarelas”, Palácio do Comércio de Luanda, Angola
- Musée de la Vie Indigéne, Leopoldville, Congo Belga
- Chambre du Comèrce, Brazaville, África Equatorial Francesa

1956  
- Hotel Metropolle, Matadi, Congo Belga
- Hotel Cosmopolite, Boma, Congo Belga
- Câmara Municipal de Benguela, Angola
- Associação Comercial do Lobito, Angola
- Câmara Municipal de Moçâmedes, Angola

1957  
- Palácio do Comércio, Nova Lisboa, Angola

1958  
- Câmara Municipal de Sá da Bandeira, Angola
- Chambre du Comérce de Elizabetville, Congo Belga
- Cércule de Panda, Jadottville, Congo Belga
- Koluézi, Congo Belga
- Salysburi Art Club, Rodésia do Sul
- diversas exposições individuais em Moçambique (Beira, Ouelimane, Nampula, Mocuba, Gurué, Tete, Ilha de Moçambique e lnhambane)

1959  
- Lourenço Marques, Moçambique
- Joanesburgo, África do Sul

### Anos 60
1960  
- Câmara Municipal de Benguela, Angola
- Associação Comercial do Lobito, Angola
- Associação Comercial de Malange, Angola
- Museu de Angola, Luanda

1962
- Junta de Turismo do Estoril

1966 
- “Motivos da Costa do Sol”, Casino do Estoril

1967  
- “Motivos de Cabinda e da Ilha de Moçambique”, Palácio Foz, Lisboa

1968  
- “Trechos da Zambézia”, Palácio Foz, Lisboa
- Câmara Municipal da Lourinhã
- Bombarral
- Torres Vedras

1969  
- Junta de Turismo da Nazaré
- Junta de Turismo das Caldas da Rainha

### Anos 70
1970
- Biblioteca Municipal de Sesimbra
- Museu de Setúbal

1972
- “Motivos da Nazaré”, Palácio Foz, Lisboa

1973
- “Motivos de Londres”, Galeria do Diário de Notícias, Lisboa
- Galeria de Alfageme, Santarém
- Junta de Turismo da Ericeira
- Junta de Turismo da Areia Branca

1974 
- Ateneu Comercial de Lisboa, Lisboa (colectiva)

1975
- “Encontro Livre de Arte”, Galeria Nacional de Arte, Lisboa (colectiva)

1976
- Teatro Adóque, Lisboa

1977
- Casino do Estoril (colectiva, com Mário Salvador e Real Bordalo)

1978
- “Homenagem ao poeta António Gedeão”, Teatro Moderno de Lisboa
- Galeria 21, Faro
- Hotel da Balaia, Albufeira

1979
- “Motivos do Algarve”, Biblioteca Nacional, Lisboa
- Casa do Alentejo, Lisboa
- Galeria S. Francisco, Lisboa (colectiva, com o Grupo Paralelo)

### Anos 80
1980
- “Motivos de Lisboa”, Palácio Foz, Lisboa
- Casa de Bocage, Setúbal (colectiva, com o Grupo Paralelo)
- “15 Artistas na Sociedade Nacional de Belas Artes", SNBA, Lisboa (colectiva)
- "Semana de Divulgação Cultural do Povo de Moçambique", Fundação Calouste Gulbenkian, Lisboa (colectiva)

1981
- Cooperativa Cooprel, Reboleira
- Restaurante Escorial, Lisboa
- “II Bienal da Festa do AVANTE!”, Alto da Ajuda, Lisboa (colectiva)

1982
- Câmara Municipal da Amadora
- Caldas da Rainha (colectiva, com o Grupo Paralelo)
- “Aguarelistas de Hoje”, Casino do Estoril (colectiva)

1983
- “Exposição pró-Sindicato dos Profissionais do Espectáculo”, Casa do Alentejo, Lisboa (colectiva)
- Museu Municipal de Mirandela
- Palácio Foz, Lisboa
- Sindicato dos Médicos, Lisboa
- “Le Sallon des Nations", Paris (colectiva)

1984
- “Salão de Artes Plásticas”, Câmara Municipal de Loures (colectiva)
- “Em apoio à Reforma Agrária”, Beja (colectiva)
- “Faro e a sua Ria", Faro (colectiva)

1986
- “Grande Exposição de Arte da Cooperativa ÁRVORE”, Palácio de Cristal, Porto (colectiva)
- “Arte pela Paz", Alcochete (colectiva)
- “Regiões Turísticas”, Casino do Estoril (colectiva)
- Silves (colectiva, com o Grupo Paralelo)
- “Temas de Lisboa”, Mundi-Center, Centro Comercial das Amoreiras, Lisboa

1987
- “O Gato como Motivo na Obra do Artista”, Casa da Imprensa, Lisboa
- “Encontros e Motivos de Lisboa”, Centro Comercial das Amoreiras, Lisboa (colectiva)

### Anos 90
1990
- Galeria Municipal de Portalegre